# Kungs Levi Nilsson
Kungs Anders Levi Nilsson, född 30 mars 1944 i Siljansnäs församling, Kopparbergs län, är en svensk riksspelman och folkmusiker.

## Diskografi
- 1971 – Alm Nils och Kungs Levi spelar låtar. Tillsammans med Alm Nils Ersson.[3]
- 1991 – Kungs Levi Nilsson.[4]

## Utmärkelser
- 1965 – Zornmärket i silver med kommentaren "För mästerligt spel".
- 2006 – Zornmärket i guld med kommentaren "för mästerligt traditionsrikt spel av låtar från Leksand".